# Zygmunt Guldenstern
Zygmunt Guldenstern, właśc. Sigismund  Gyllenstierna (ur. 1598 w Kalmarze, zm. 1666 w Gdańsku) – polski magnat pochodzenia szwedzkiego, kasztelan gdański, zarządca ekonomii malborskiej, starosta sztumski, przedstawiciel dyplomatyczny Rzeczypospolitej w Królestwie Danii w 1657 roku.
Jako senator wziął udział w sejmie 1664/1665 roku.

## Życiorys
Urodził się jako syn Johana Nilssona z magnackiej gałęzi rodu Gyllenstierna av Lundholmen, szwedzkiego admirała, który opowiedział się za Zygmuntem III przeciw Karolowi sudermańskiemu i wyemigrował do Polski. Na emigracji rodzina zaczęła używać nazwiska w niemieckim brzmieniu „Guldenstern”.
Zygmunt ukończył luterańskie Gimnazjum Akademickie w Toruniu, w 1615 wyjechał na studia do Rostocku, Strasburga i Lejdy. Opanował kilka języków. W latach dwudziestych był dworzaninem Zygmunta III, a później objął funkcję królewskiego łożniczego.
W 1633 na sejmie koronacyjnym Władysława IV otrzymał indygenat. 1635 król powierzył mu kierowanie, wraz z Gerardem Denhoffem, odnowioną Komisją Okrętów Królewskich.
Dzięki małżeństwu z Anną Czemówną, córką kasztelana chełmińskiego Fabiana Czemy i jedyną dziedziczką rodu, przejął dobra Czemów w Prusach Królewskich i starostwo sztumskie. Choć był luteraninem, jego żona pozostała gorliwą kalwinistką i w tym wyznaniu wychowała córki.
W 1636 w imieniu króla Władysława, wraz z wojewodą wileńskim Krzysztofem Radziwiłłem i starostą libiszowskim Andrzejem Rejem, prowadził uroczystości pogrzebowe królewny Anny Wazówny, przenoszonej z Brodnicy do Kościoła NMP w Toruniu. W 1645, także w  Toruniu, przewodniczył polskim luteranom podczas Colloquium charitativum.
W 1648 roku był elektorem Jana II Kazimierza Wazy z województwa malborskiego.
W okresie najazdu szwedzkiego na Polskę odrzucił propozycję przejścia na stronę Karola Gustawa. Na przełomie lutego i marca 1656 dowodził nieudaną obroną zamku w Malborku przed wojskami szwedzkimi. 18 października 1656 został przez króla Jana Kazimierza wynagrodzony kasztelanią gdańską. Stał się w ten sposób ostatnim protestanckim senatorem I Rzeczypospolitej.
W czasie rokowań poprzedzających zawarcie pokoju oliwskiego w 1660 bezskutecznie domagał się zwrotu rodowych dóbr w Szwecji.
Po śmierci spoczął w kościele Mariackim w Gdańsku, gdzie ok. 1651 urządził kaplicę rodową, w której pochowano także jego ojca i inne osoby z kręgu szwedzkich emigrantów.
Większość majątków odziedziczył jego syn Władysław Kazimierz Guldenstern (zm. ok. 1686), który po śmierci ojca przeszedł na kalwinizm. W latach 70. stał się ofiarą procesów o 'kalwinoarianizm', które wytoczył mu katolicki ksiądz Żeromski, dążący do zamknięcia zborów kalwińskich w dobrach Guldensterna. Choć wstawiała się za nim szlachta pruska, procesy trwały. Dopiero po jego śmierci, jego szwagier i katolik Władysław Łoś (zm. 1694) kasztelan chełmiński ułożył się z plebanem i zamknął zbory w Jasnej i Jordankach.